# Muralla romana de Barcelona
La Muralla romana de Barcelona és una obra declarada Bé Cultural d'Interès Nacional. Des de la plaça Nova, anava per l'avinguda de la Catedral, els carrers de la Tapineria i del Sotstinent Navarro, la plaça dels Traginers, i els carrers del Correu Vell, del Regomir, d'Avinyó, dels Banys Nous i de la Palla.

## Descripció
La muralla tardo-romana (segles iii-iv) descrivia un octàgon allargat, més semblant a un rectangle amb els angles aixamfranats i feia uns 9 metres d'alçada, 4 d'amplada de mitjana i entre 1.220 i 1.350 metres de perímetre. Tenia 76 torres, de fins a 18 metres d'alçada, situades cada 6-8 metres. Era protegida per torres de planta quadrada (tot i que algunes eren de planta poligonal o circular, sobretot les que protegien les portes) disposades a intervals regulars. A les portes, l'espai entre aquestes torres podia arribar fins als 10 metres, tal com es pot observar a la Porta Praetoria (coneguda per portal del Bisbe a l'edat mitjana) de la plaça Nova, on es conserven dues torres cilíndriques, que varen ésser recrescudes el segle xii. Eren portes triforades (les dues que estan documentades) és a dir, amb tres obertures: una de central, més ampla, per al trànsit rodat, i dues de laterals, més petites, per als vianants.
La muralla és feta amb carreus de grans dimensions, ben escairats, i té uns 9 m d'alçada per 3'5 de gruix. Tret de la zona anomenada Castellum marítim, s'adossa a la muralla alt-imperial, feta de carreus més petits i sense torrasses, mitjançant un fort rebliment de formigó que uneix ambdós paraments, dins del qual es varen trobar nombroses restes arquitectòniques i escultòriques reutilitzades.
Enderrocada en part durant el segle xix, es conserven en força bon estat els sectors nord i est. L'obra romana alterna actualment amb rajola plana, que substitueix pedres desaparegudes o portades a un museu (per tractar-se sovint de peces epigràfiques o d'altre tipus reaprofitades a la construcció de la muralla).
El sector corresponent al pla de la Seu, posat al descobert a mitjan segle xx, és el que millor ens deixa veure com devia ser el recinte romà, damunt el qual es va construir la casa del Degà i la de l'Ardiaca. Al carrer de la Tapineria es troba el pany de muralla romana, amb una torre de planta poligonal, que formava l'angle nord del recinte, sobre el qual s'assenten els murs posteriors de la casa de la Pia Almoina. El fragment de la plaça de Ramon Berenguer el Gran és potser el sector de muralla més interessant, per la superposició de construccions medievals sobre el mur romà, damunt de voltes que s'estenen de torre a torre. Sobre aquest sector s'assenta la capella de Santa Àgata.
Sobre el sector del carrer de les Muralles Romanes o de Basea, dit oficialment del sotstinent Navarro, es recolzà, damunt d'una volta apuntada, el palau Requesens. La muralla es torna a fer visible a la plaça dels Traginers, on hi ha una torre de planta circular que forma l'angle vers el carrer del Correu Vella. La resta del traçat es perd dins de construccions del carrer d'Avinyó, del de Banys Nous i del de la Palla, o bé ha desaparegut.

## Història

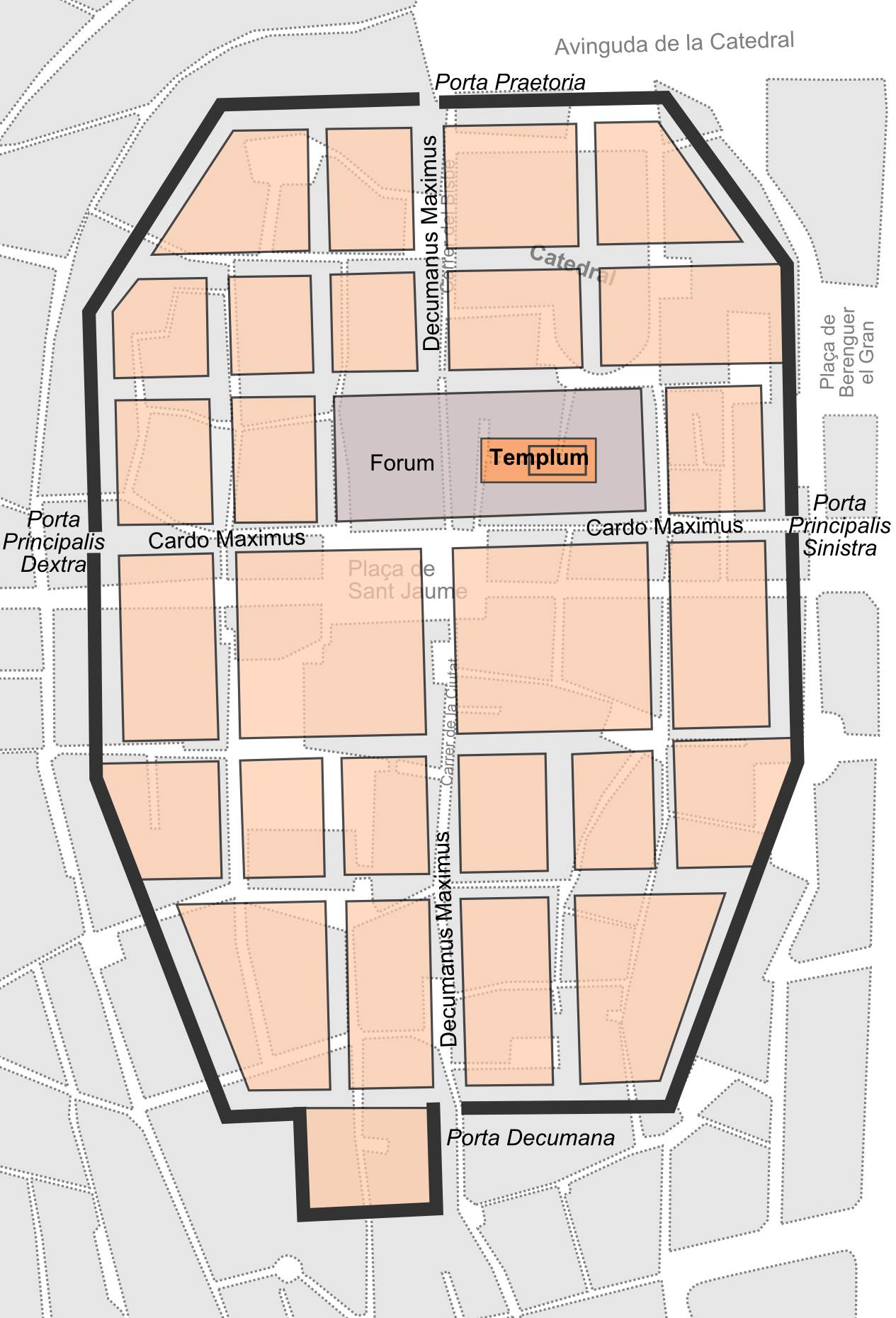
L'antiga Bàrcino (abans del segle III) superposada al plànol actual del barri Gòtic

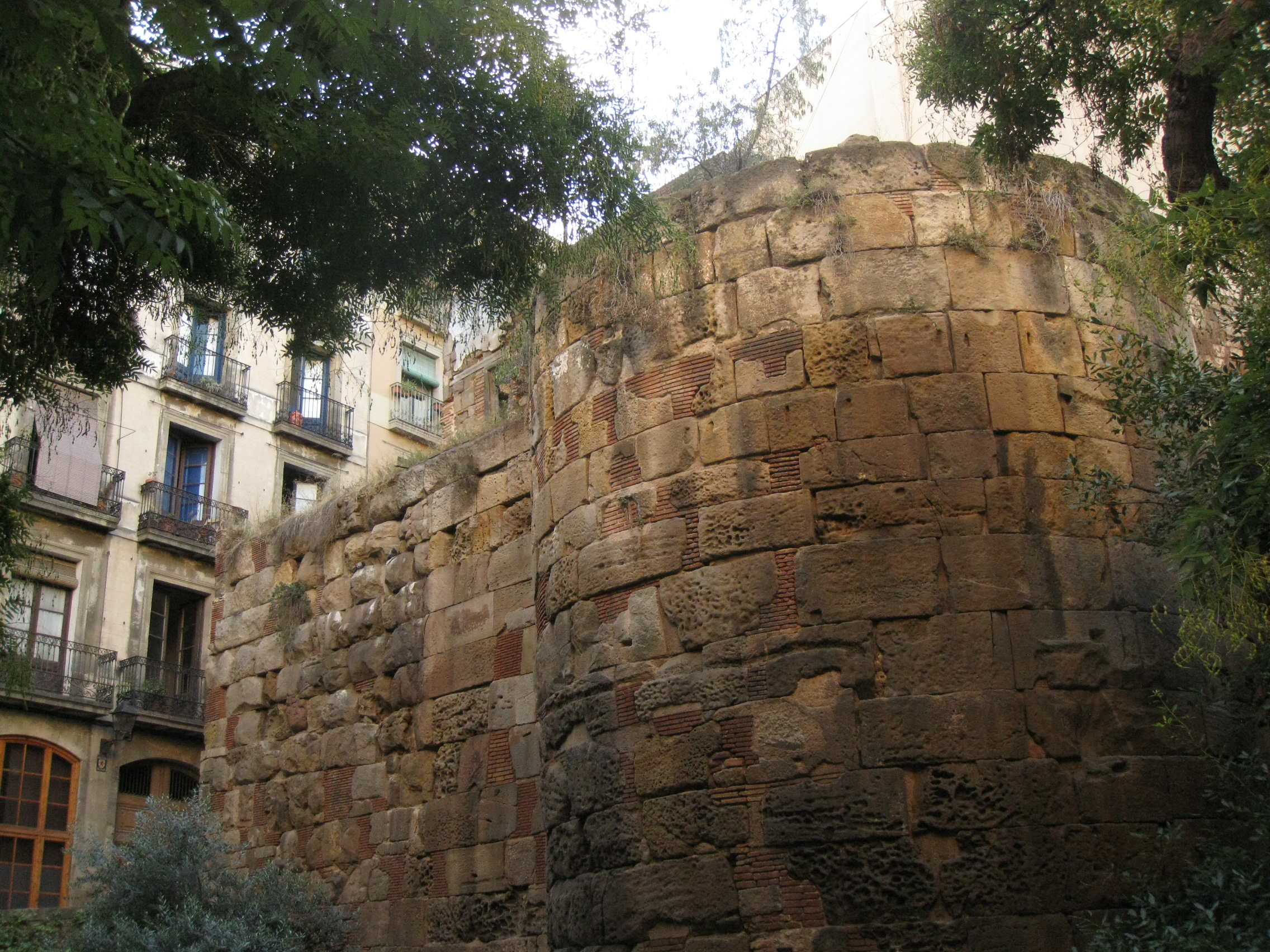
Torre de la muralla romana a la plaça dels Traginers

La muralla romana de Barcelona fou construïda per fortificar la colònia Julia Augusta Paterna Faventia Barcino, fundada els darrers anys del segle I aC. Durant molt de temps s'havia cregut que només existia una muralla, de cronologia baix-imperial, que és la visible des de l'exterior, formada per grans blocs. Recentment, però, s'ha pogut comprovar que aquesta muralla en tenia adossada una altra, que limitava el perímetre de la colònia i que deu ser d'època fundacional. Això ha permès rebutjar la idea anteriorment existent que la muralla tardana va suposar una reducció de l'àrea urbana, donat que segueix exactament el traçat de la primera muralla, i es limita tan sols a reforçar-la considerablement.
La cronologia de la segona muralla s'ha tractat de posar en relació amb les invasions franques de cap el 260 dC, o bé s'ha considerat com de principis del segle iv, però basant-se només en arguments tipològics, mancant una comprovació arqueològica. De tota manera pot dir-se amb seguretat que és d'època tardo-romana.
El saqueig de Barcelona d'Almansor en 985 va convèncer els governants que calia millorar la defensa de la ciutat i van fortificar els quatre accessos a la muralla romana amb uns castells, que foren el Castell Vell a l'actual plaça del Àngel; el Castell del Bisbe, a l'actual plaça Nova; el Castell de Regomir, al carrer Regomir, i el Castell Nou, on ara hi ha els carrers Ferran i Call.
La població va créixer a l'interior i a l'exterior del recinte romà, fins que el segle xiii Jaume I va permetre fer edificacions adossades a la muralla i obrir-hi finestres, mentre en feia construir una altra de nova per ampliar el recinte fortificat de la ciutat. D'aquesta manera, la muralla romana va anar desapareixent, emmascarada per noves construccions. A més, una gran part fou enderrocada el segle xix.

## Restes arqueològiques
La muralla es va bastir eixamplant un mur anterior de menys alçada i de dibuix més octogonal, igualment de factura romana i aproximadament amb el mateix perímetre, de la qual es van aprofitar molts elements, també decoratius, com a material bàsic. Gràcies a això, en els treballs de restauració dels trams que han quedat drets després de les remodelacions successives de la ciutat, s'han trobat peces escultòriques, gravats, elements arquitectònics previs, làpides, etc. que han servir per documentar arqueològicament la història dels primers segles d'existència de Barcelona.
Sota la plaça del Rei, amb entrada pel Museu d'Història de la Ciutat, pot veure's la part interna de la muralla, a més de restes d'altres edificis i carrers de la Bàrcino romana.